# Cistalia explanata
Cistalia explanata är en insektsart som beskrevs av Barber 1938. Cistalia explanata ingår i släktet Cistalia och familjen Rhyparochromidae. Inga underarter finns listade i Catalogue of Life.